# Leichtathletik-Weltmeisterschaften 2017/20 km Gehen der Männer

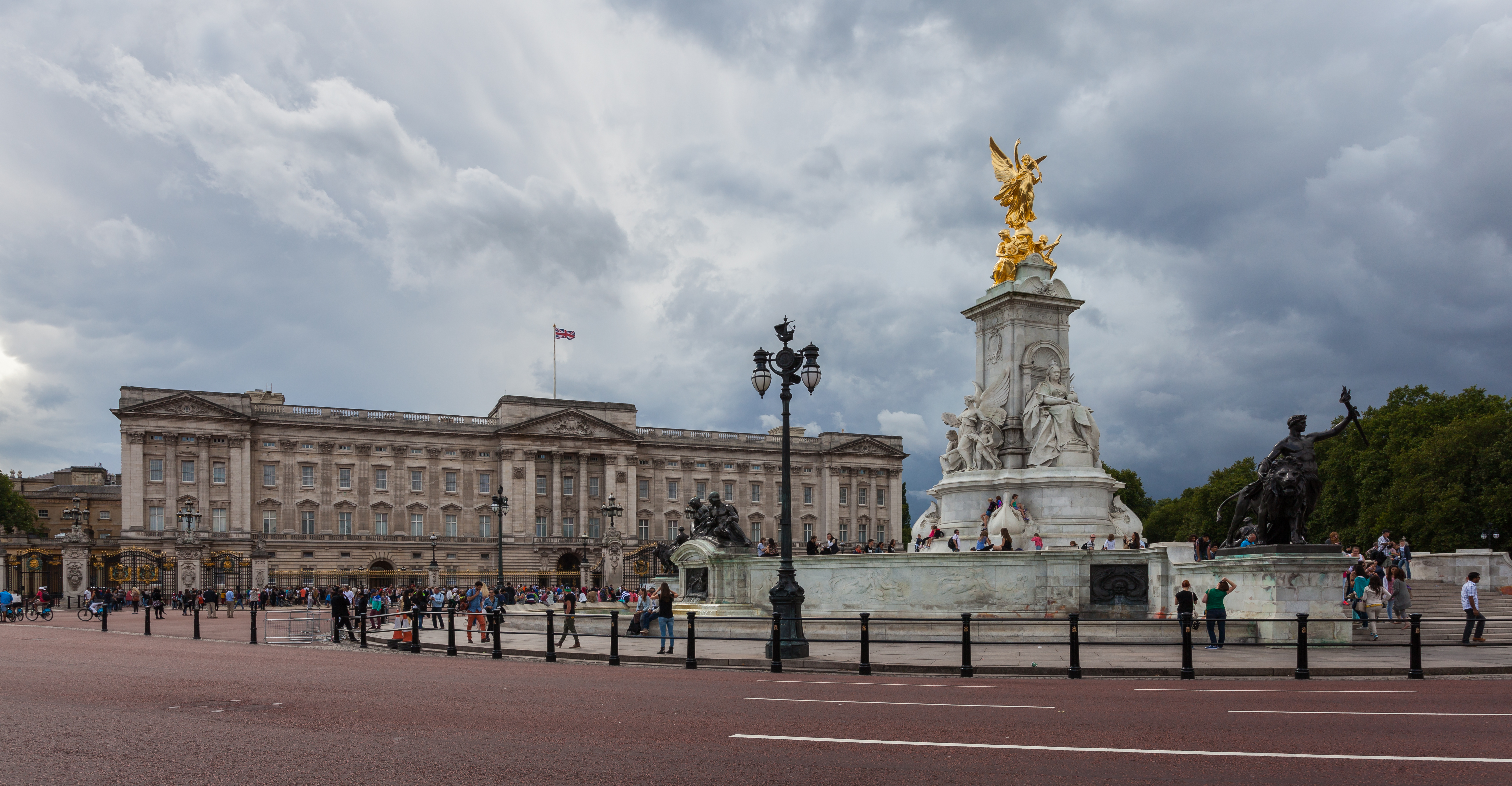
Victoria Memorial vor dem Buckingham-Palast

Das 20-km-Gehen der Männer bei den Leichtathletik-Weltmeisterschaften 2017 wurde am 13. August 2017 in den Straßen der britischen Hauptstadt London ausgetragen.
Weltmeister wurde der kolumbianische Südamerikavizemeister von 2013 Éider Arévalo. Der unter neutraler Flagge startende Sergei Schirobokow gewann die Silbermedaille. Bronze ging an den brasilianischen Südamerikameister von 2013 Caio Bonfim.

## Rekorde

### Bestehende Rekorde
| Weltrekord               | Yusuke Suzuki   | 1:16:36 h | Nomi, Japan                         | 15. März 2015   |
| Weltmeisterschaftsrekord | Jefferson Pérez | 1:17:21 h | WM in Paris/Saint-Denis, Frankreich | 23. August 2003 |

Der bestehende WM-Rekord wurde bei diesen Weltmeisterschaften nicht eingestellt und nicht verbessert.

### Rekordverbesserungen
Es wurden drei Landesrekorde aufgestellt:
- 1:18:53 h – Éider Arévalo, Kolumbien
- 1:19:04 h – Caio Bonfim, Brasilien
- 1:19:18 h – Lebogang Shange, Südafrika

## Strecke
Der Start- und Zielpunkt der Strecke lag auf der Verbindungsstraße „The Mail“ zwischen den Trafalgar Studios und Buckingham Palace an der Ecke „Marlborough Road“ nahe dem Marlborough House. Ständig ging es auf dieser Route vorbei an dem südwestlich gelegenen St. James’ Park. Zunächst führte die Strecke Richtung Nordosten vorbei an den Trafalgar Studios. Der Weg umrundete die dahinter befindliche Statue „Equestrian Statue of Charles I“ auf einem Kreisverkehr und führte auf der fast schnurgeraden Straße „The Mail“ zurück in Richtung Südwesten. Es ging vorbei am Start- und Zielpunkt bis vor den Buckingham Palace, wo das Victoria Memorial komplett umrundet wurde. So führte die Route wieder zurück auf die Straße „The Mail“ bis zum Start- und Zielpunkt. Die Länge dieser Strecke betrug zwei Kilometer, musste also beim 20-km-Gehen zehn Mal absolviert werden.

## Ausgangssituation
Bei den Olympischen Spielen 2016 hatten die chinesischen Geher wie schon bei einigen großen Meisterschaften zuvor sehr erfolgreich abgeschnitten. Der Olympiasieger von 2016 und Vizeweltmeister von 2015 Wang Zhen sowie der Olympiazweite von 2016 Cai Zelin waren hier in London allerdings nicht am Start. Zum engeren Favoritenkreis gehörten der amtierende Weltmeister und Europameister 2014 Miguel Ángel López aus Spanien, der australische Olympiadritte von 2016 Dane Bird-Smith, der kanadische WM-Dritte von 2015 Benjamin Thorne, der Brasilianer Caio Bonfim als Olympiavierter von 2016 und vielleicht auch der Olympiafünfte von 2016 Christopher Linke aus Deutschland.

## Wettbewerbsverlauf
13. August 2015, 14:20 Uhr Ortszeit (15:20 MESZ)
Die Geher begannen sehr zügig, auf den ersten Kilometern blieb dennoch eine große Gruppe zusammen an der Spitze. Um Tempo bemüht waren vor allem der Chinese Wang Kaihua, der Japaner Isamu Fujisawa und auch Linke. Nach zehn Kilometern hatte sich Fujisawa ganz leicht abgesetzt, aber nur zwei Sekunden hinter ihm folgte eine fünfzehnköpfige Verfolgergruppe. Fujisawa war wenig später wieder Teil der Spitzengruppe, die sich nach einer deutlichen Tempoverschärfung bis Kilometer fünfzehn auf acht Geher reduziert hatte. Wang, Linke, der Kolumbianer Éider Arévalo, der unter neutraler Flagge startende Sergei Schirobokow, Bonfim, Fujisawa, Bird-Smith und der Spanier Álvaro Martín führten mit vierzehn Sekunden Vorsprung vor dem Japaner Daisuke Matsunaga und Titelverteidiger López. Weitere drei Sekunden zurück lagen der Japaner Eiki Takahashi und der Südafrikaner Lebogang Shange.
Als das Ziel näherrückte, wurde die Spitzengruppe nach und nach kleiner. Schließlich blieben Arévalo und Schirobokow übrig, die nun um den Weltmeistertitel kämpften. Im Ziel hatte der neue Weltmeister Éider Arévalo gerade einmal zwei Sekunden Vorsprung vor Sergei Schirobokow, der die Silbermedaille gewann. Neun Sekunden nach Schirobokow kam Caio Bonfim ins Ziel und errang damit Bronze. Auf den vierten Rang arbeitete sich am Ende Lebogang Shange vor. Ihm fehlten vierzehn Sekunden zu Bronze. Christopher Linke wurde drei Sekunden dahinter Fünfter vor Dane Bird-Smith, Wang Kaihua und Álvaro Martín.
| Zwischenzeiten | Zwischenzeiten | Zwischenzeiten | Zwischenzeiten |
| Marke          | Zwischenzeit   | Führende(r) | 5-km-Zeit      |
| -------------- | -------------- | --- | -------------- |
| 5 km           | 19:54 min      | Wang Kaihua mit großer Gruppe | 19:54 min      |
| 10 km          | 40:20 min      | Isamu Fujisawa / 15-köpfige Verfolgergruppe 2 s zurück                                                                                 | 20:26 min      |
| 15 km          | 59:33 min      | Wang, Linke, Arévalo, Schirobokow, Bonfim, Fujisawa, Bird-Smith, Martín / Matsunaga, López 14 s zurück / Takahashi, Shange 17 s zurück | 19:13 min      |
| 20 km          | 1:18:53 h      | Miguel López | 19:20 min      |

## Ergebnis

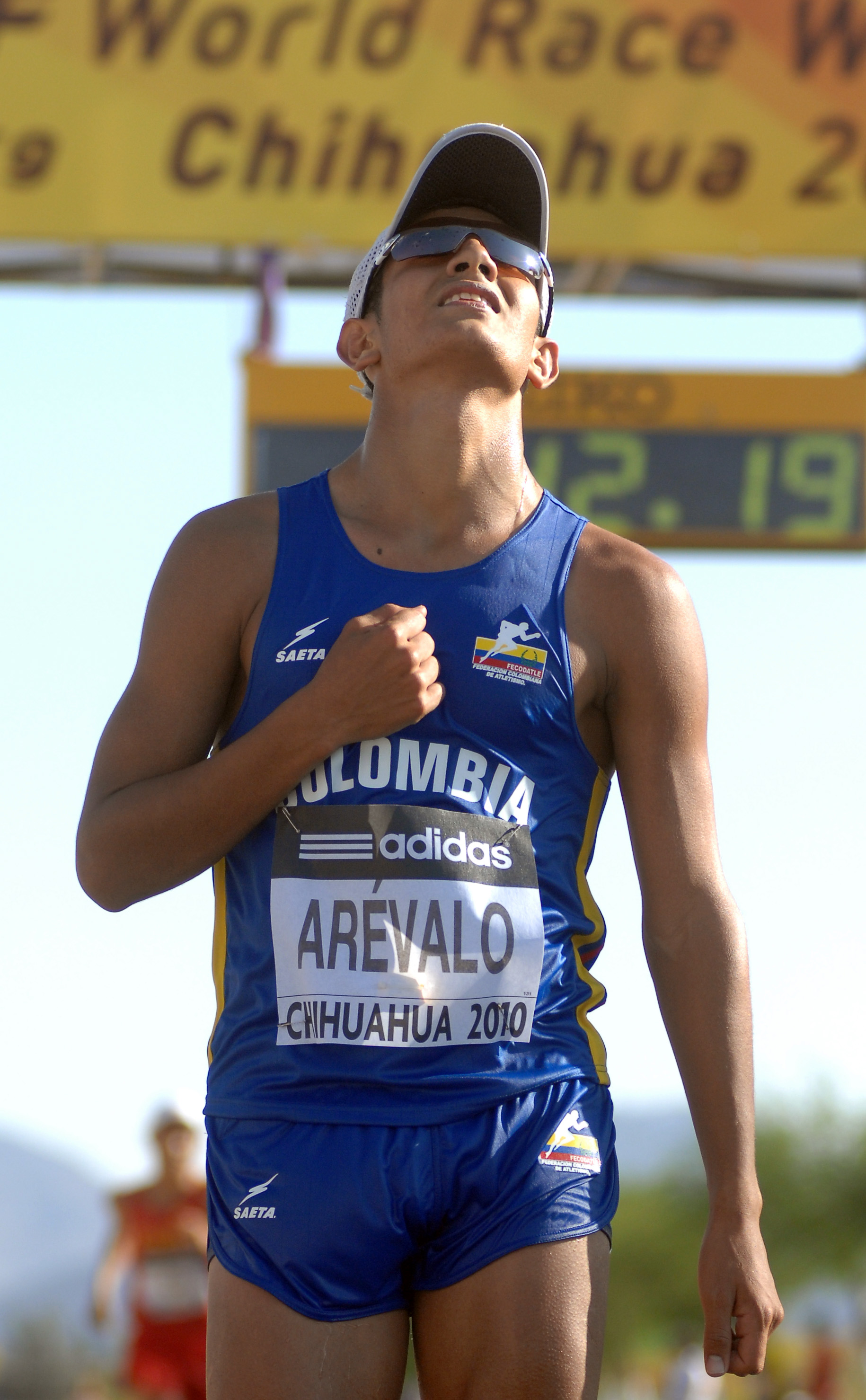
Weltmeister Éider Arévalo

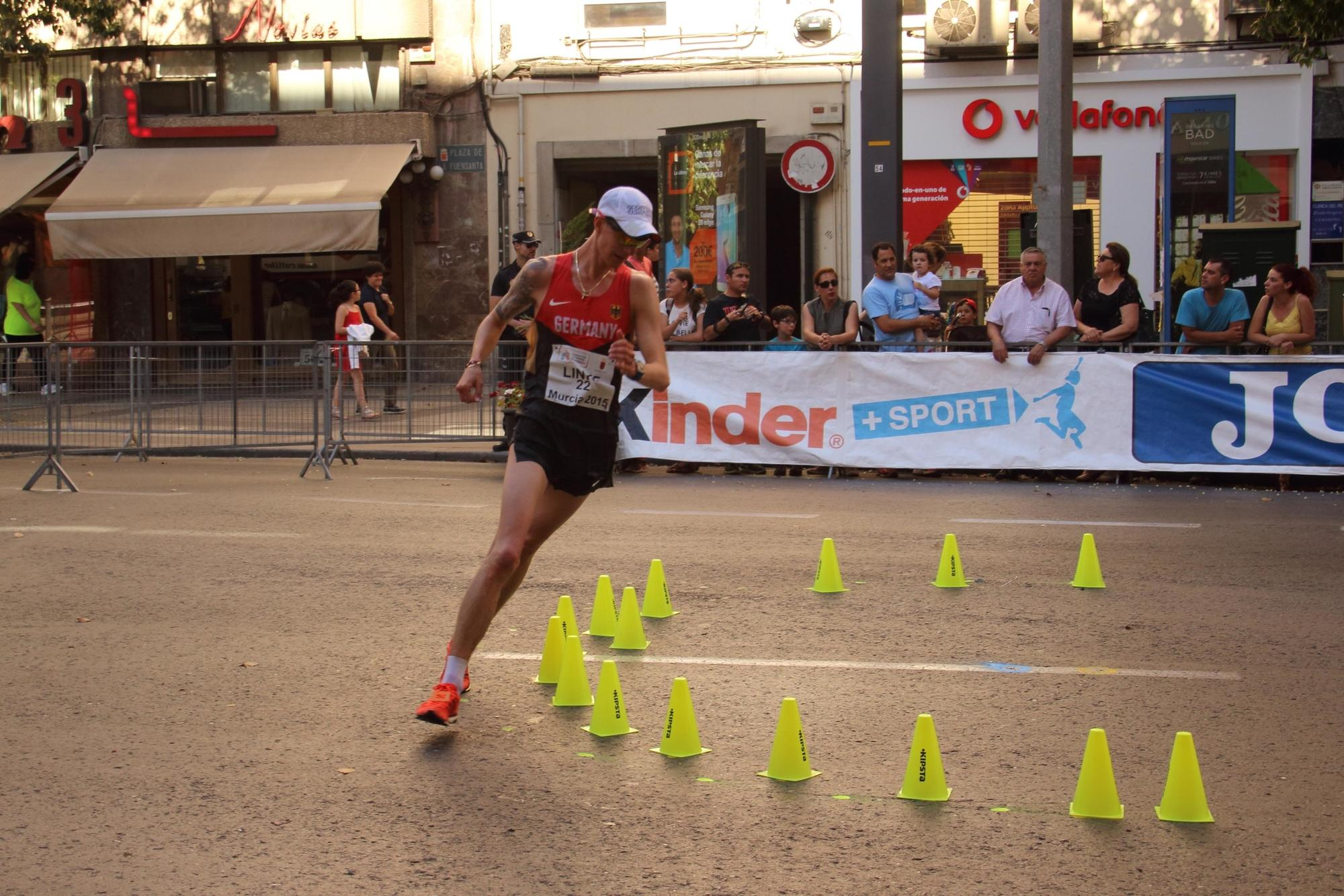
Christopher Linke – Platz fünf

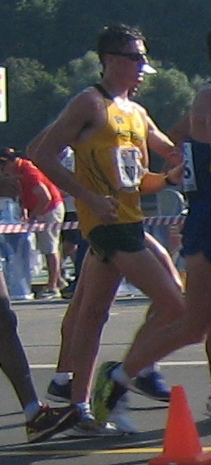
Dane Bird-Smith – Platz sechs

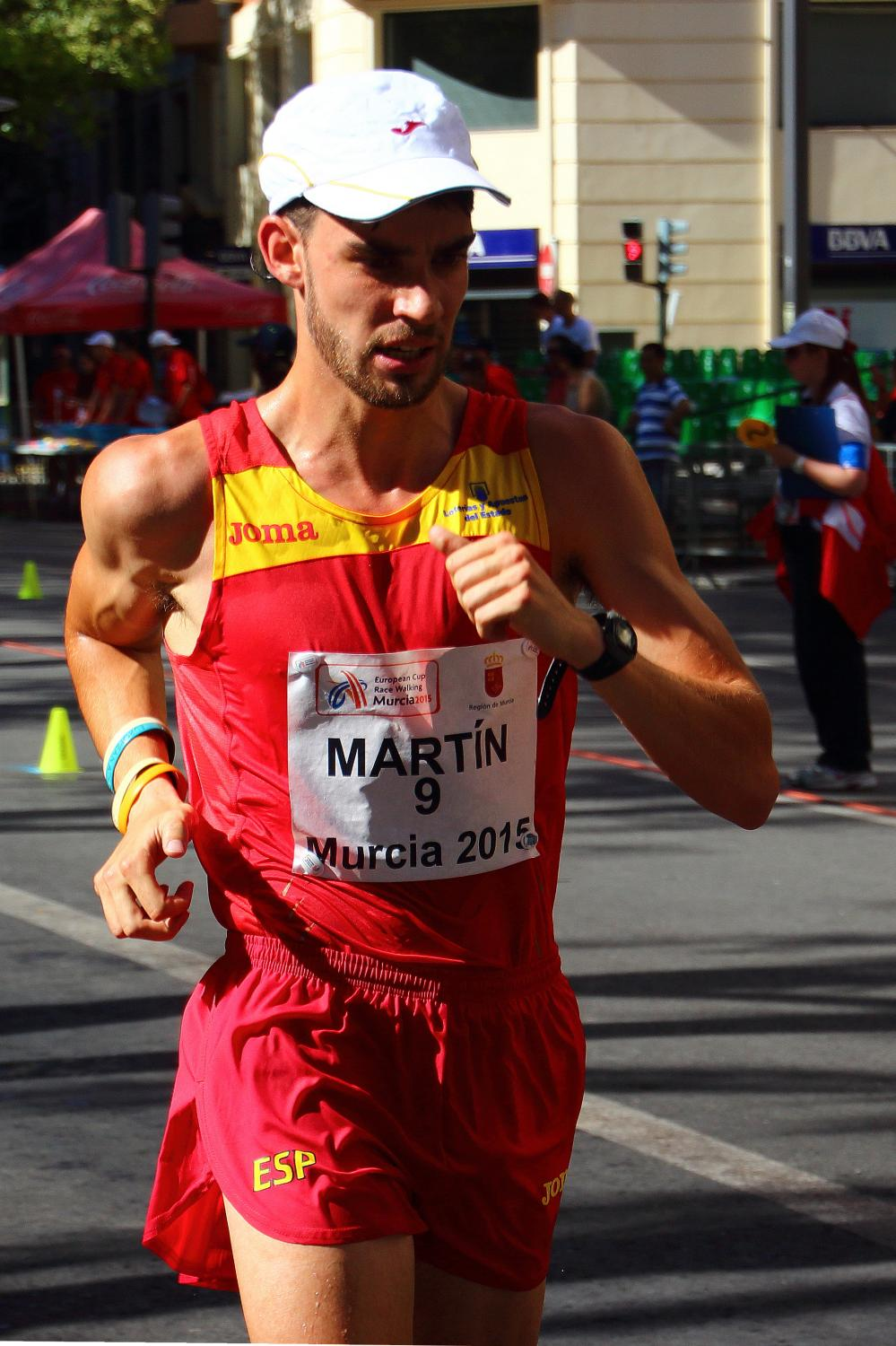
Álvaro Martín – Platz acht

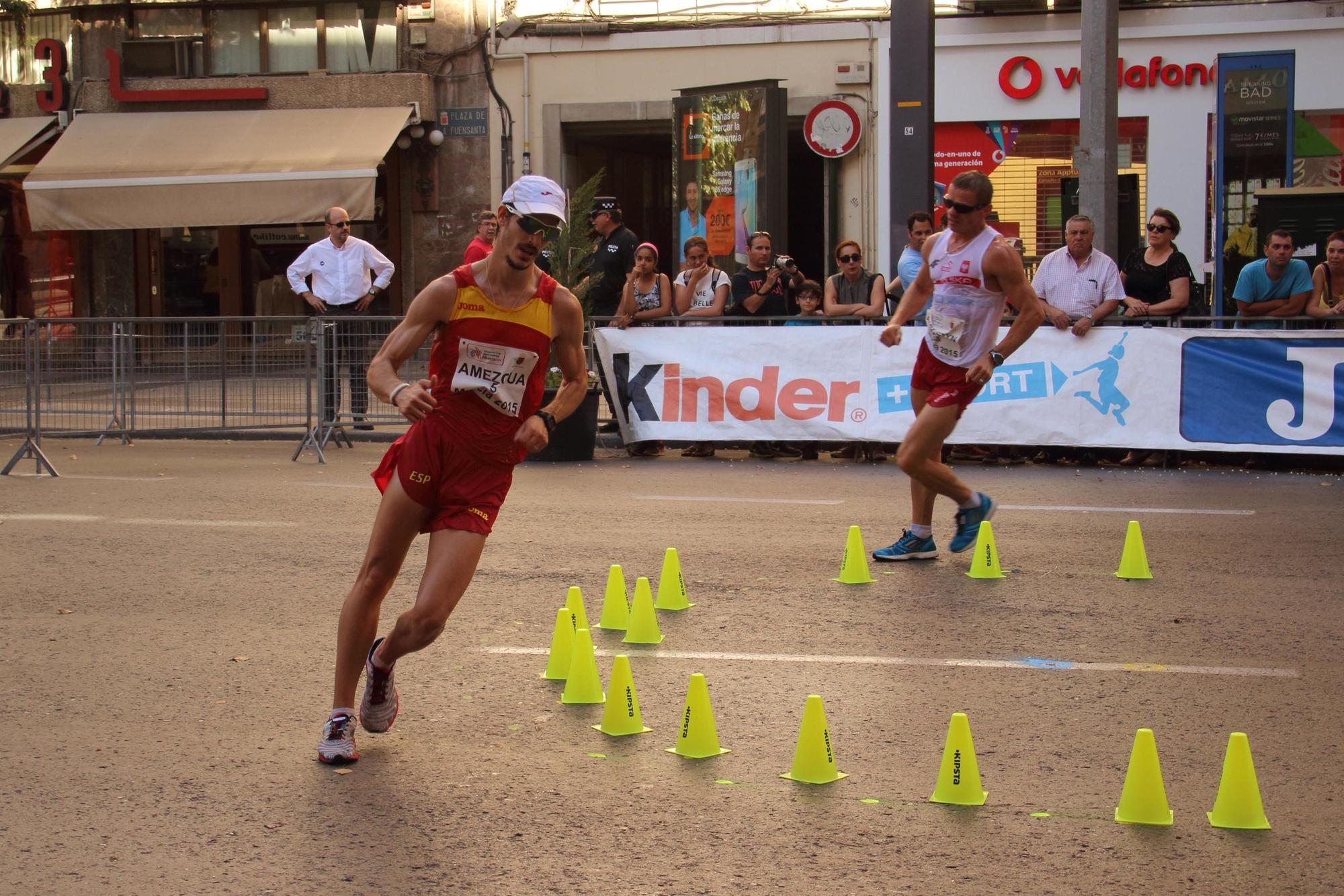
Alberto Amezcua (links) – Platz neun

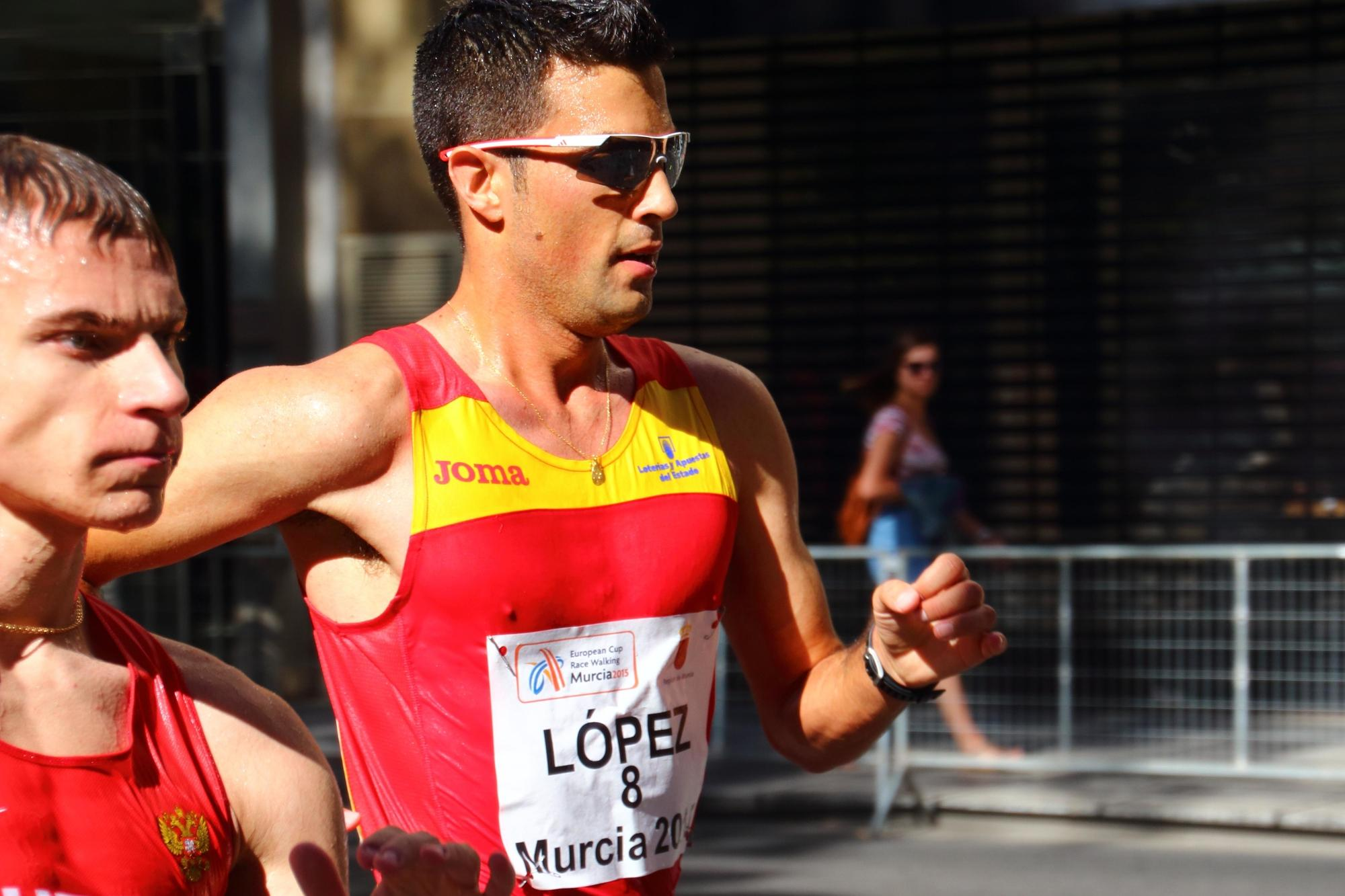
Miguel Ángel López – Platz zehn

| Platz | Athlet                  | Land                        | Zeit (h)   | Verwarnungen      |
| ----- | ----------------------- | --------------------------- | ---------- | ----------------- |
|       | Éider Arévalo           | Kolumbien                   | 1:18:53 NR |                   |
|       | Sergei Schirobokow      | Authorised Neutral Athletes | 1:18:55    |                   |
|       | Caio Bonfim             | Brasilien                   | 1:19:04 NR | Bod               |
| 4     | Lebogang Shange         | Südafrika                   | 1:19:18 NR | Knie              |
| 5     | Christopher Linke       | Deutschland                 | 1:19:21    | Bod / Bod         |
| 6     | Dane Bird-Smith         | Australien                  | 1:19:28 PB | Knie / Knie       |
| 7     | Wang Kaihua             | Volksrepublik China         | 1:19:30    |                   |
| 8     | Álvaro Martín           | Spanien                     | 1:19:41 SB | Bod / Bod         |
| 9     | Alberto Amezcua         | Spanien                     | 1:19:46 PB |                   |
| 10    | Miguel Ángel López      | Spanien                     | 1:19:57 SB |                   |
| 11    | Isamu Fujisawa          | Japan                       | 1:20:04    | Bod               |
| 12    | Artur Brzozowski        | Polen                       | 1:20:33 PB | Knie              |
| 13    | Diego García            | Spanien                     | 1:20:34 PB |                   |
| 14    | Eiki Takahashi          | Japan                       | 1:20:36    |                   |
| 15    | Nils Brembach           | Deutschland                 | 1:20:42 PB | Bod               |
| 16    | Giorgio Rubino          | Italien                     | 1:20:47 SB |                   |
| 17    | Hagen Pohle             | Deutschland                 | 1:20:53 SB |                   |
| 18    | Brian Pintado           | Ecuador                     | 1:21:17 PB | Bod               |
| 19    | Jin Xiangqian           | Volksrepublik China         | 1:21:24    | Bod / Bod         |
| 20    | Damian Błocki           | Polen                       | 1:21:29 PB | Bod / Bod         |
| 21    | Erick Barrondo          | Guatemala                   | 1:21:34 SB | Bod               |
| 22    | Aljaksandr Ljachowitsch | Belarus                     | 1:21:39    | Bod               |
| 23    | Irfan Kolothum Thodi    | Indien                      | 1:21:40    | Bod               |
| 24    | Kévin Campion           | Frankreich                  | 1:21:46    | Bod               |
| 25    | Francesco Fortunato     | Italien                     | 1:22:01 PB | Knie              |
| 26    | Kim Hyun-sub            | Südkorea                    | 1:22:08    | Bod               |
| 27    | Ruslan Dmytrenko        | Ukraine                     | 1:22:26 SB |                   |
| 28    | Mauricio Arteaga        | Ecuador                     | 1:22:28 SB | Knie              |
| 29    | Marius Žiūkas           | Litauen                     | 1:22:38    |                   |
| 30    | Samuel Gathimba         | Kenia                       | 1:22:52 SB | Knie / Bod        |
| 31    | Choe Byeong-kwang       | Südkorea                    | 1:22:54 SB |                   |
| 32    | Iwan Lossew             | Ukraine                     | 1:23:03 SB |                   |
| 33    | César Augusto Rodríguez | Peru                        | 1:23:05 PB | Bod / Bod         |
| 34    | Wang Rui                | Volksrepublik China         | 1:23:09    |                   |
| 35    | Jesús Tadeo Vega        | Mexiko                      | 1:23:10 SB |                   |
| 36    | Georgi Scheiko          | Kasachstan                  | 1:23:11    |                   |
| 37    | Perseus Karlström       | Schweden                    | 1:23:36    |                   |
| 38    | Daisuke Matsunaga       | Japan                       | 1:23:39    | Bod               |
| 39    | Yerko Araya             | Chile                       | 1:23:46    | Bod / Bod         |
| 40    | José Alejandro Barrondo | Guatemala                   | 1:23:47    |                   |
| 41    | Callum Wilkinson        | Großbritannien              | 1:23:54    | Bod / Bod         |
| 42    | Alexandros Papamichail  | Griechenland                | 1:23:56    |                   |
| 43    | Pedro Daniel Gómez      | Mexiko                      | 1:24:11    |                   |
| 44    | Anatole Ibáñez          | Schweden                    | 1:24:23 SB | Knie              |
| 45    | Ersin Tacir             | Türkei                      | 1:24:43    | Knie              |
| 46    | Juan Manuel Cano        | Argentinien                 | 1:24:49    | Bod               |
| 47    | Manuel Esteban Soto     | Kolumbien                   | 1:24:56    |                   |
| 48    | Matteo Giupponi         | Italien                     | 1:25:20 SB | Bod               |
| 49    | Dsmitryj Dsjubin        | Belarus                     | 1:25:41    |                   |
| 50    | Devender Singh          | Indien                      | 1:25:47    | Bod               |
| 51    | Benjamin Thorne         | Kanada                      | 1:26:56    |                   |
| 52    | José María Raymundo     | Guatemala                   | 1:27:09    |                   |
| 53    | Jakub Jelonek           | Polen                       | 1:27:43    | Knie / Bod        |
| 54    | Ganapathi Krishnan      | Indien                      | 1:28:32    | Bod / Bod         |
| 55    | Serhij Budsa            | Ukraine                     | 1:29:25    | Bod               |
| 56    | Rhydian Cowley          | Australien                  | 1:30:40    |                   |
| 57    | Kim Dae-ho              | Südkorea                    | 1:30:41    | Bod / Bod         |
| 58    | Mert Atlı               | Türkei                      | 1:31:26    | Knie              |
| DNF   | Salih Korkmaz           | Türkei                      |            |                   |
| DNF   | Eder Sánchez            | Mexiko                      |            |                   |
| DNF   | Simon Wachira           | Kenia                       |            |                   |
| DSQ   | Tom Bosworth            | Großbritannien              |            | Bod / Bod / Bod   |
| DSQ   | Alex Wright             | Irland                      |            | Bod / Bod / Bod   |
| DSQ   | Richard Vargas          | Venezuela                   |            | Knie / Knie / Bod |

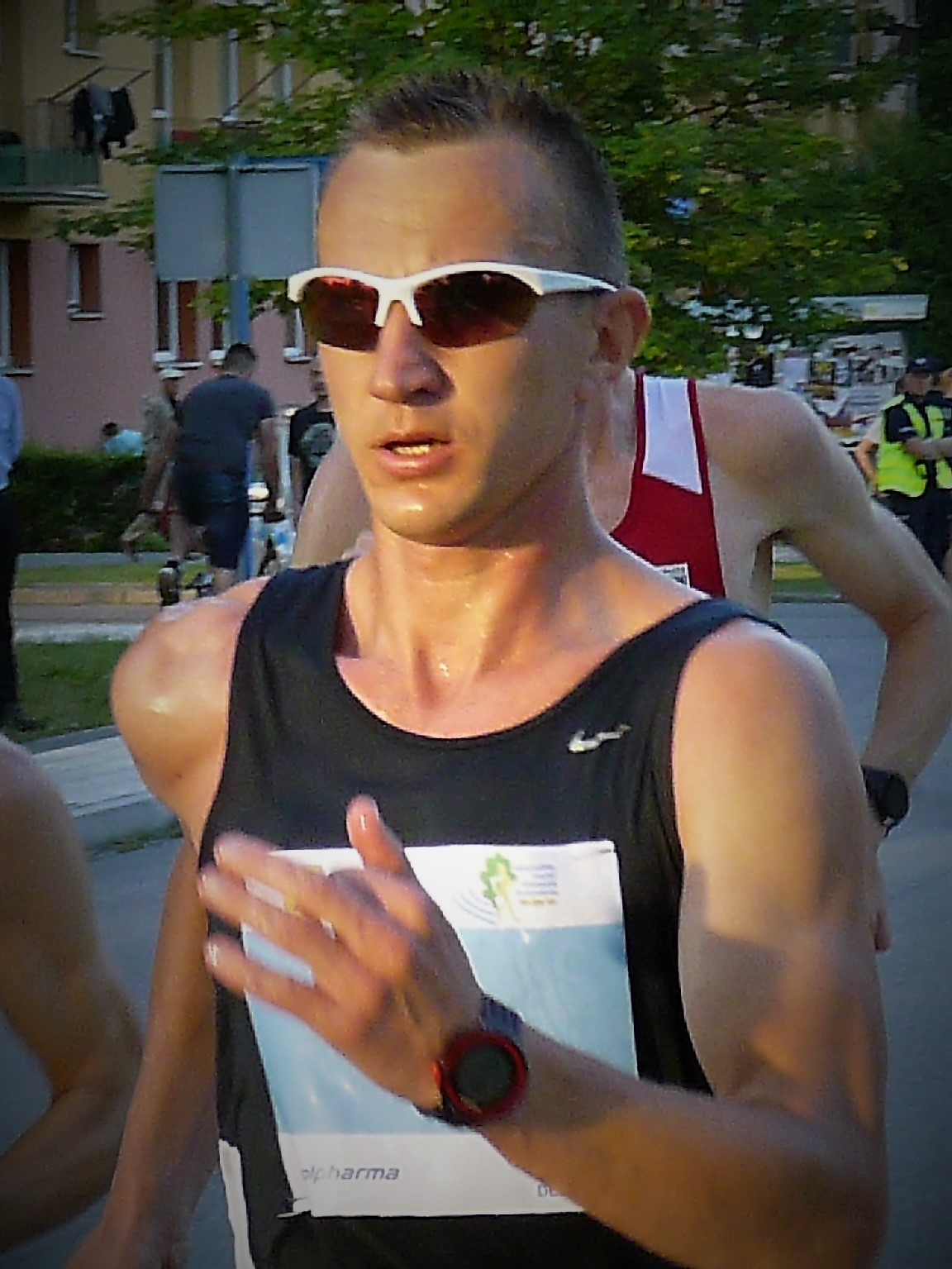
Artur Brzozowski – Platz zwölf
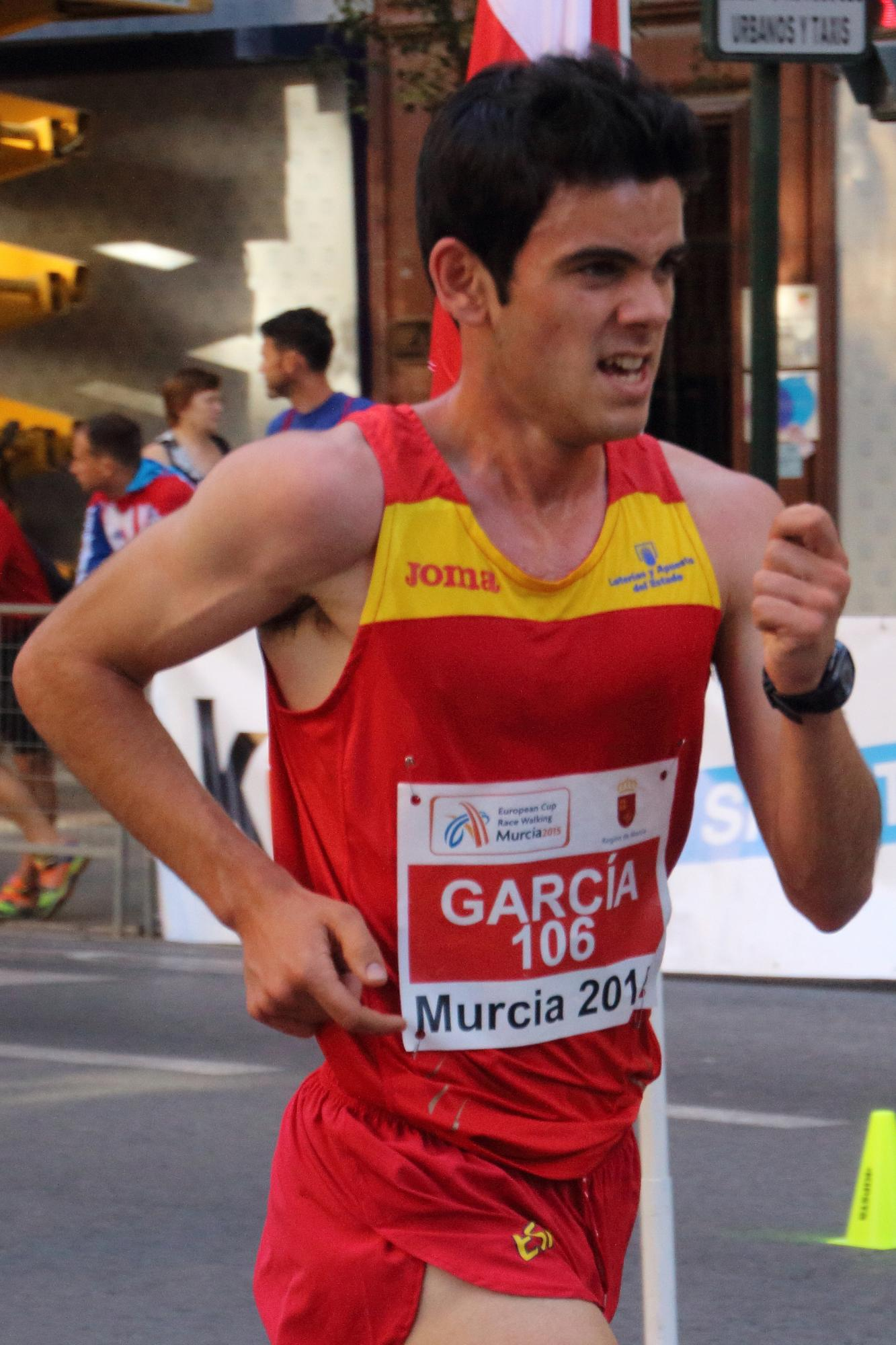
Diego García – Platz dreizehn
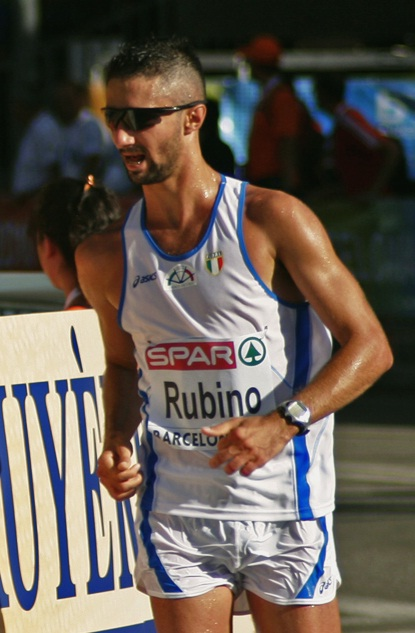
Giorgio Rubino – Platz sechzehn
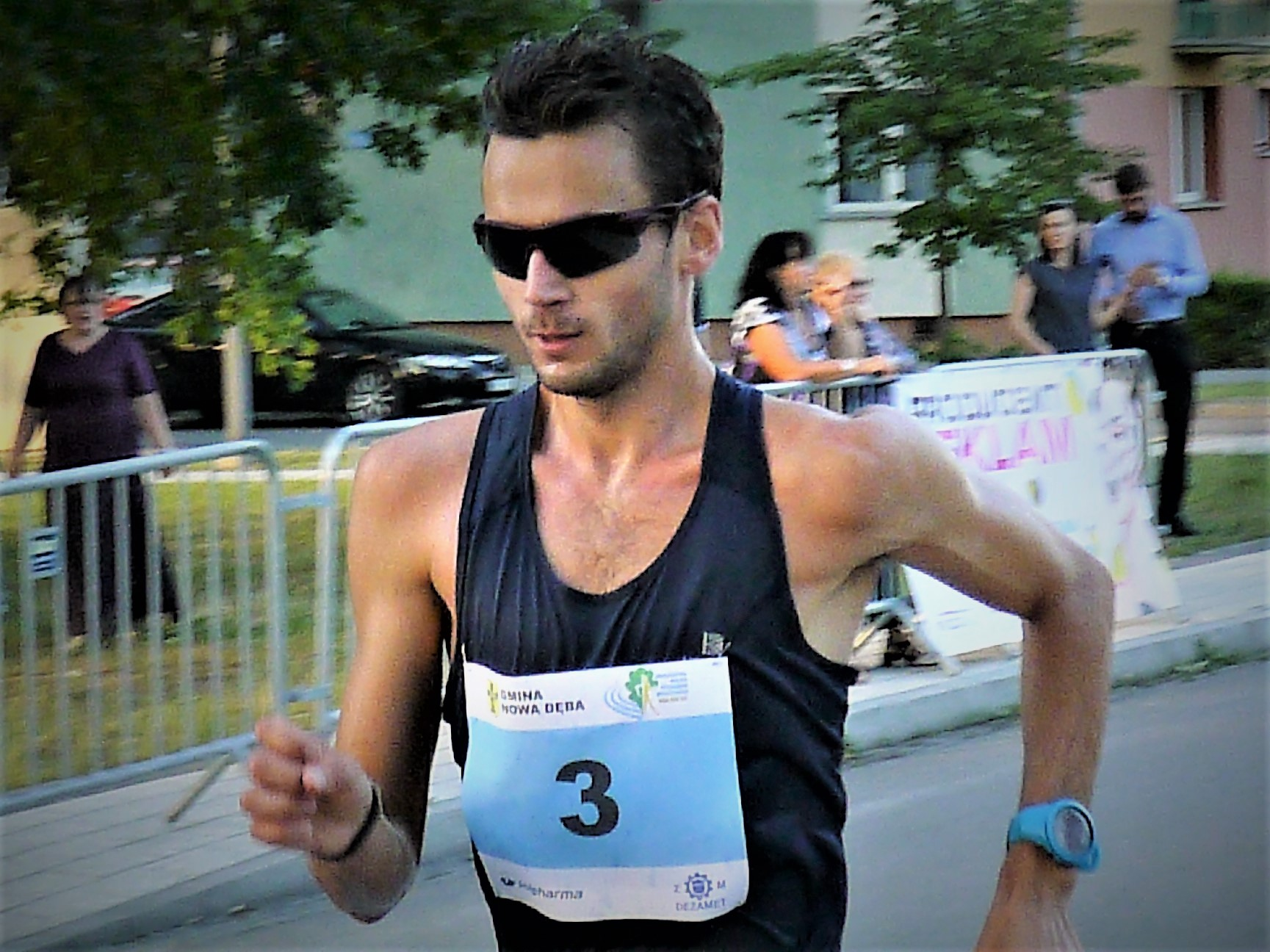
Damian Błocki, Polen – Platz zwanzig
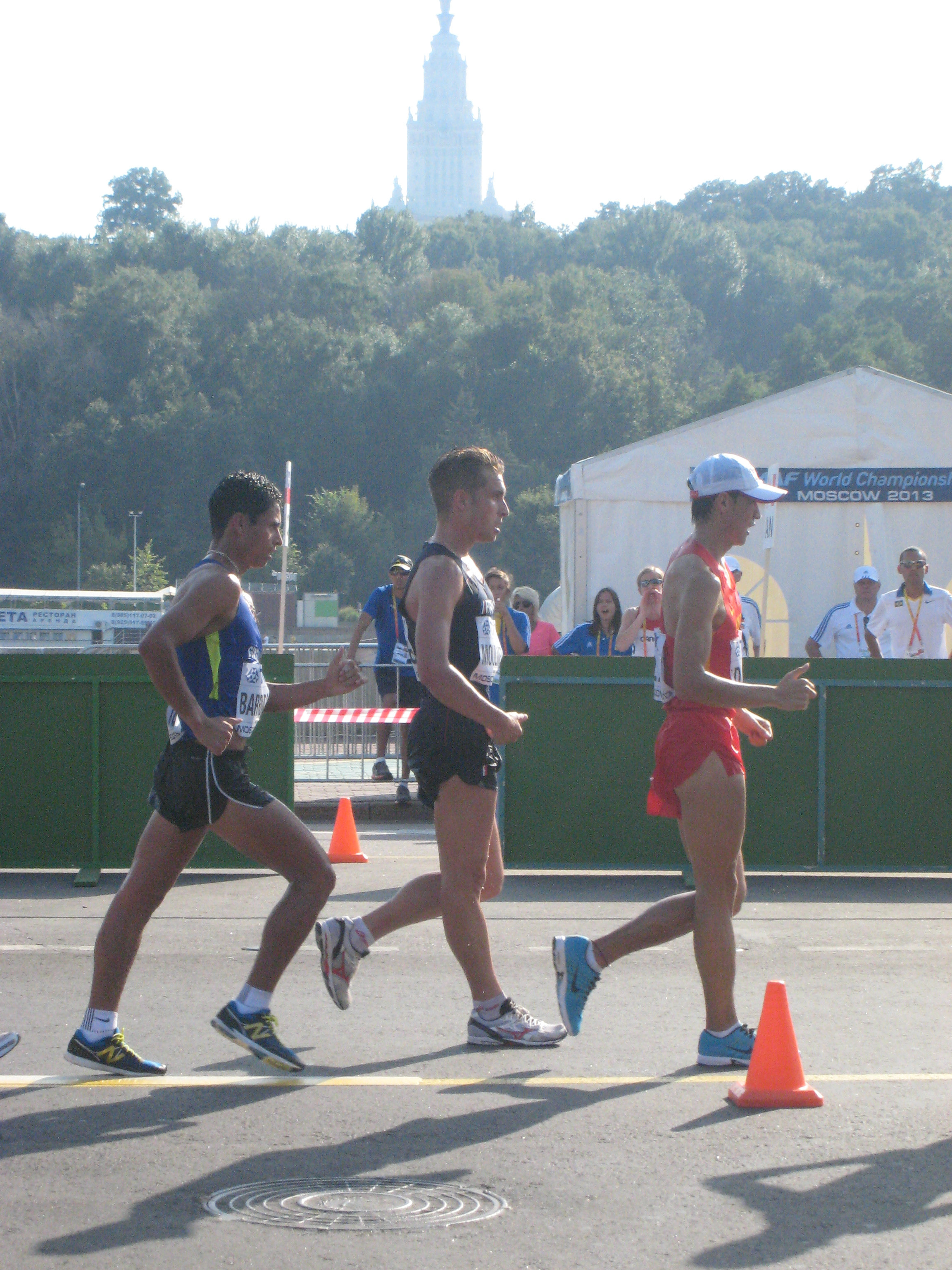
Erick Barrondo (links) – Platz 21
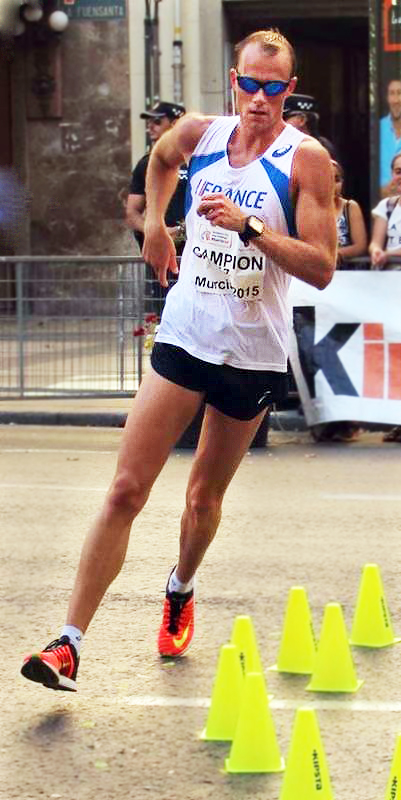
Kévin Campion – Platz 24
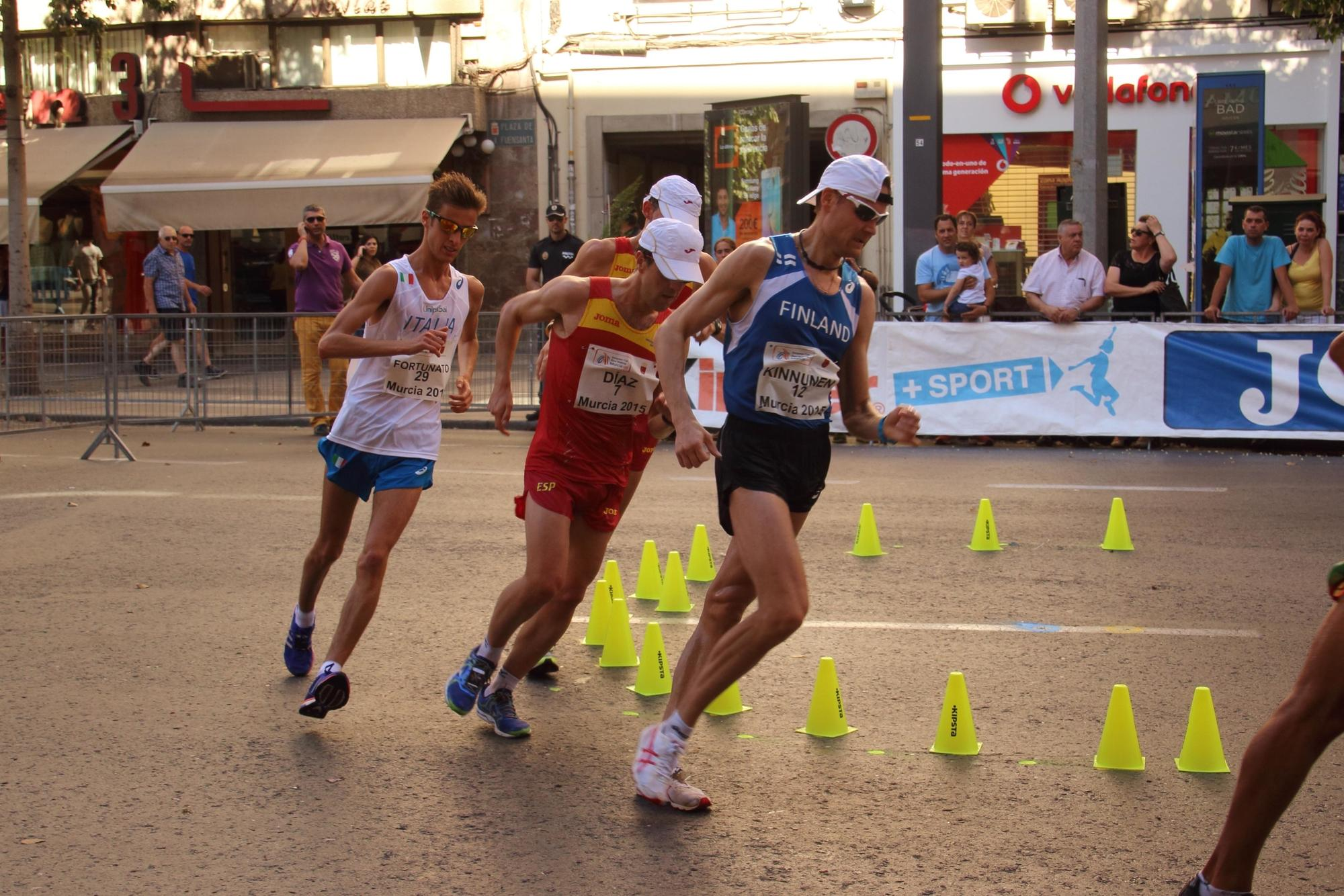
Francesco Fortunato (links) – Platz 25
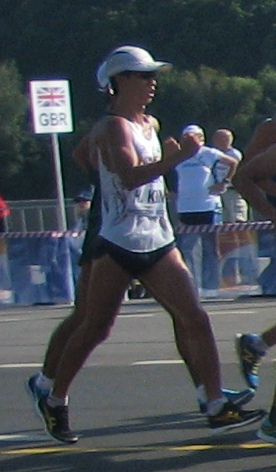
Kim Hyun-sub – Platz 26
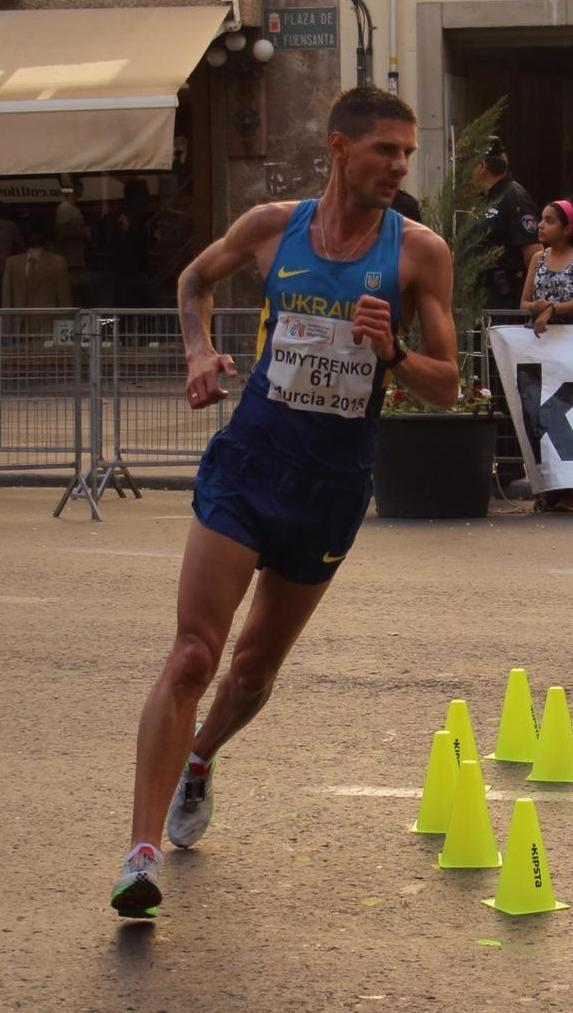
Uuslan Dmytrenko – Platz 27
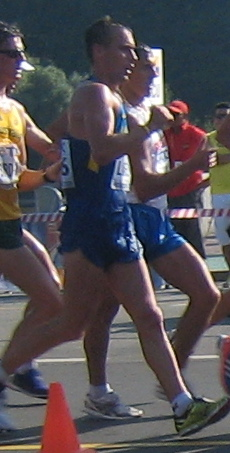
Iwan Lossew – Platz 32
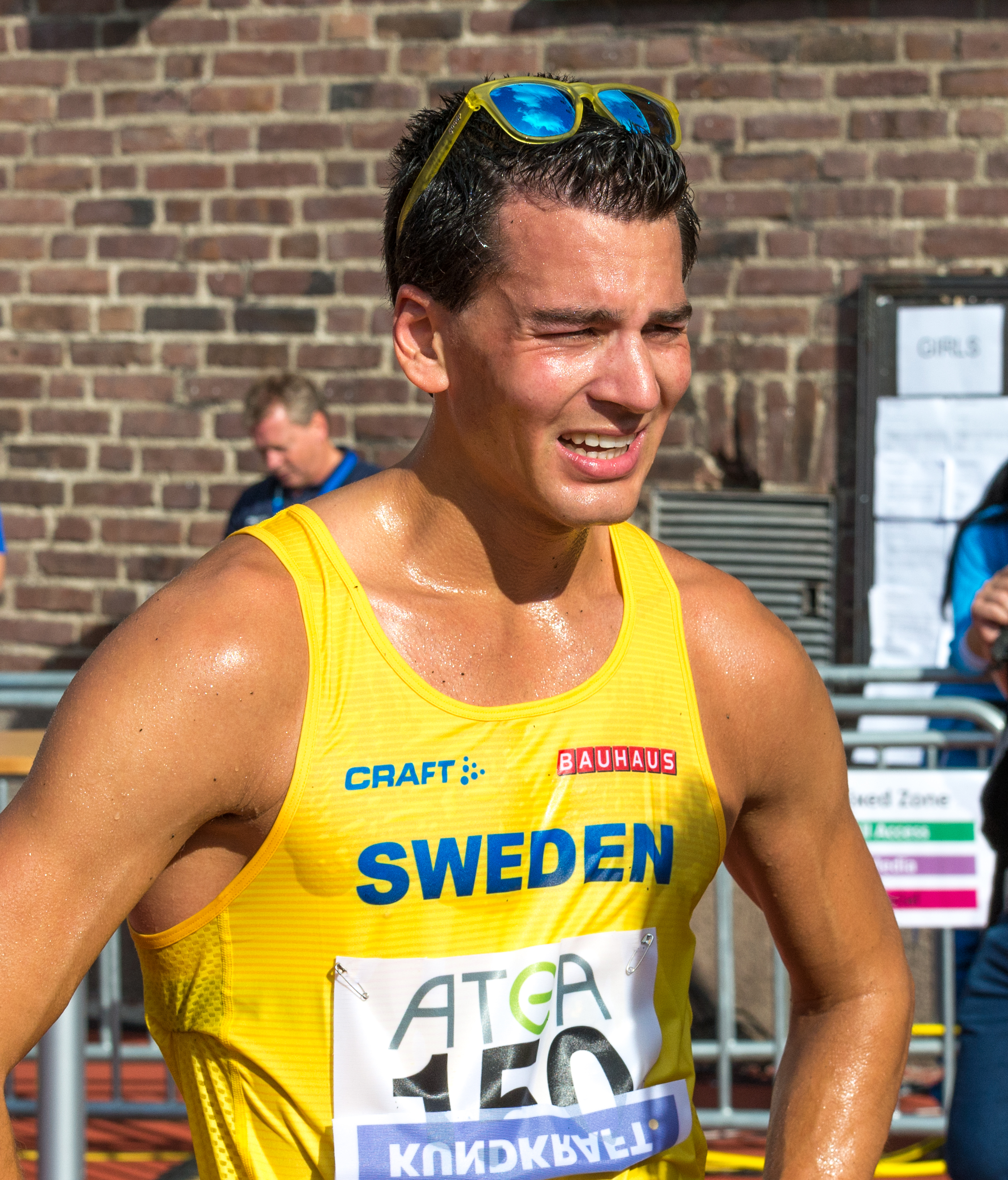
Perseus Karlström – Platz 37
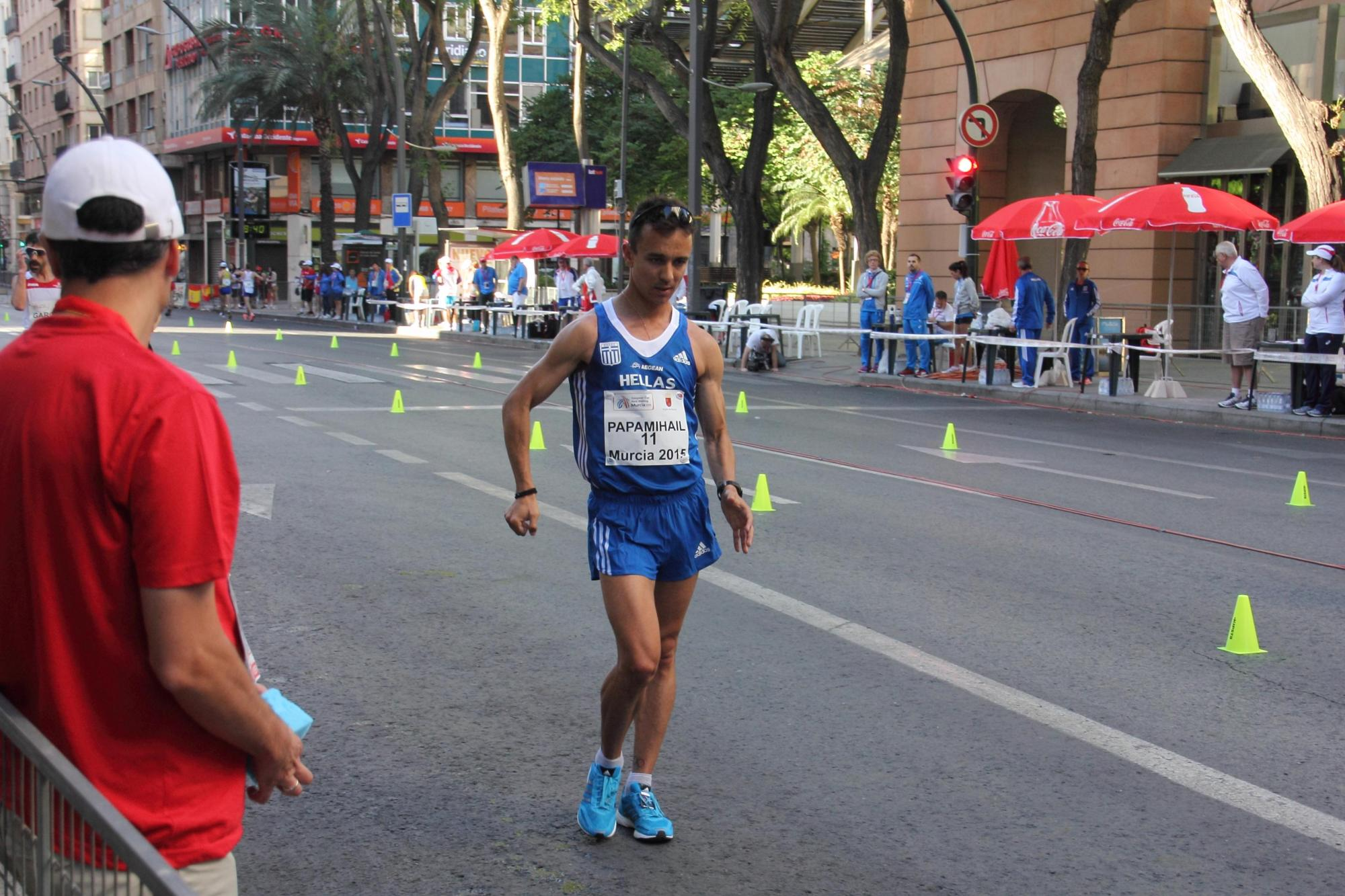
Alexandros Papamichail – Platz 42
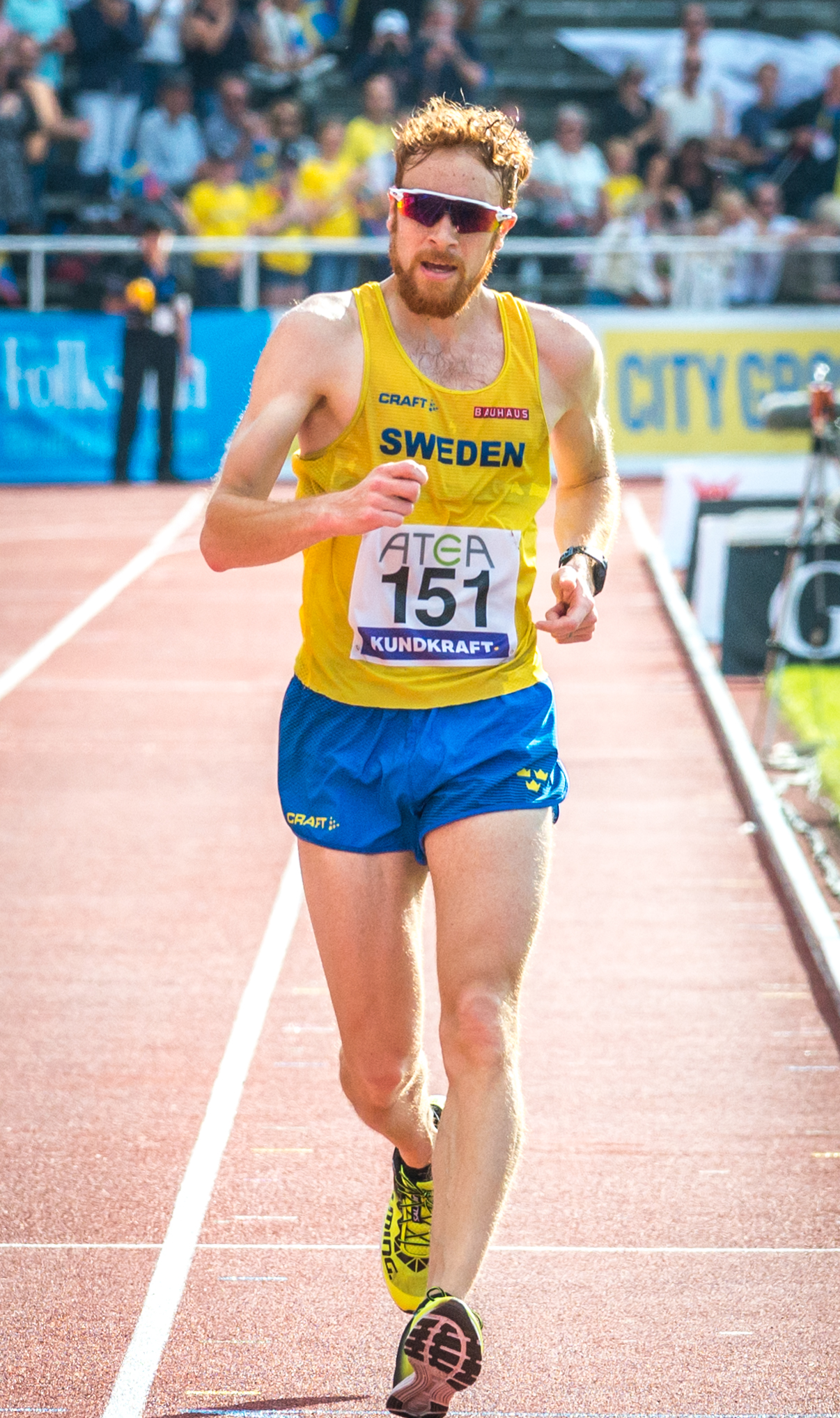
Anatole Ibáñez – Platz 44
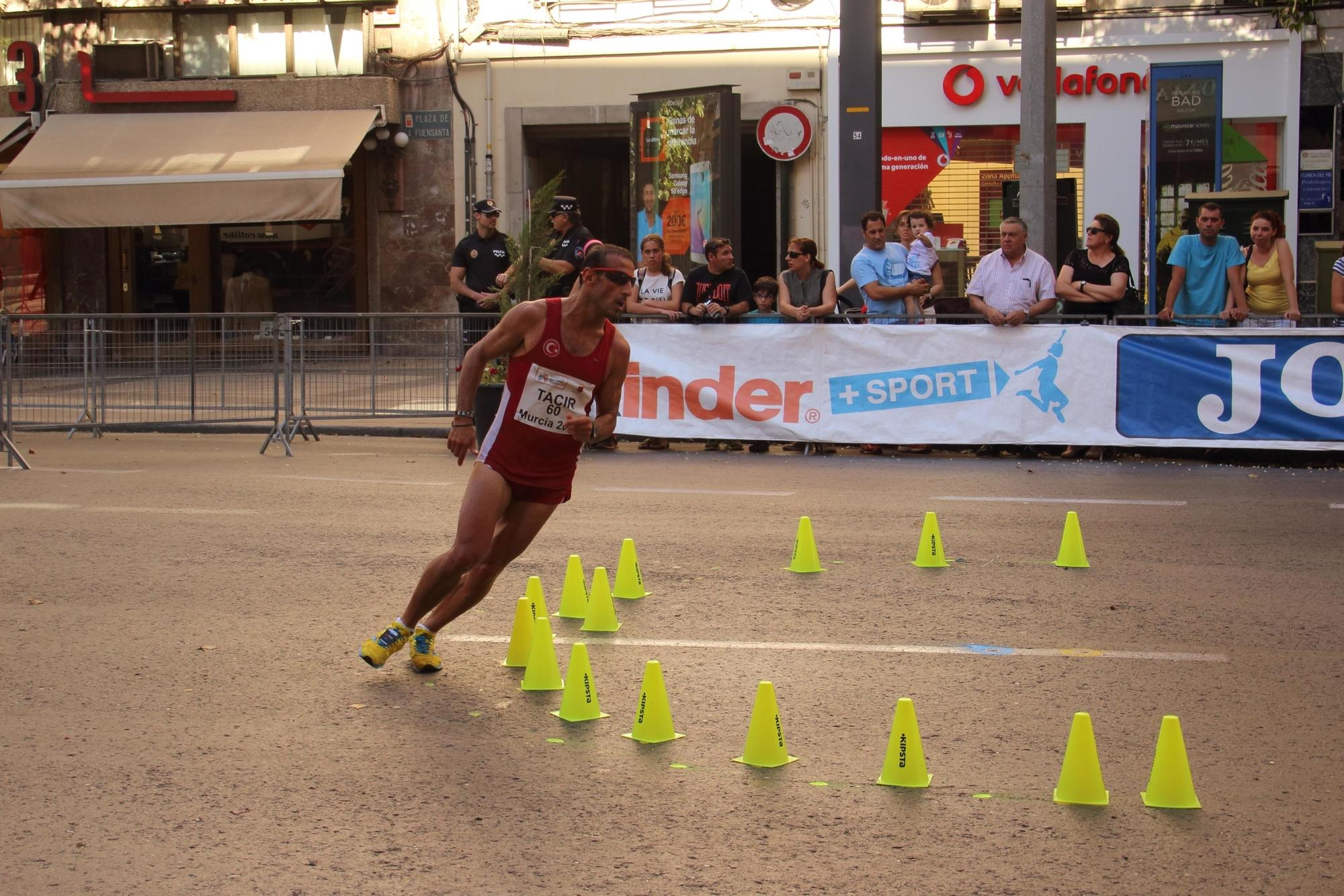
Ersin Tacir – Platz 45
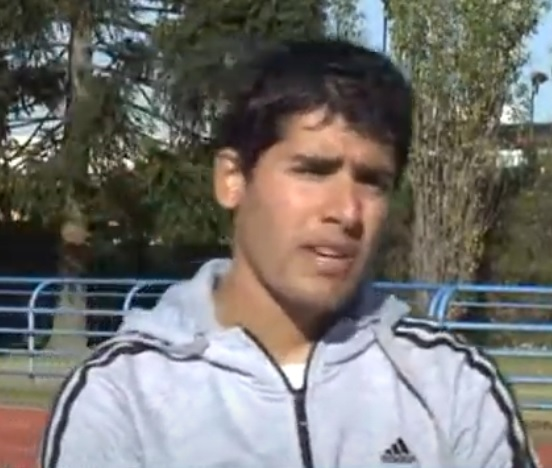
Juan Manuel Cano – Platz 46
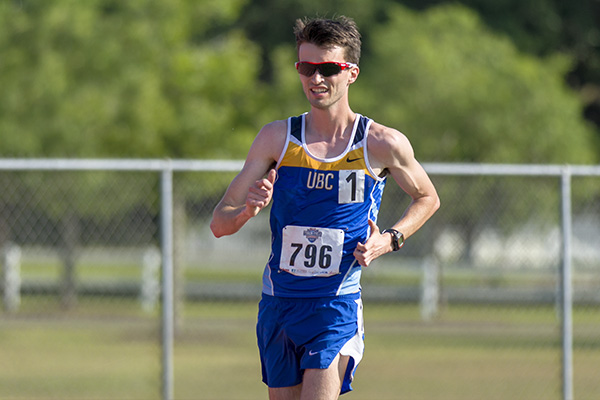
Benjamin Thorne – Platz 51
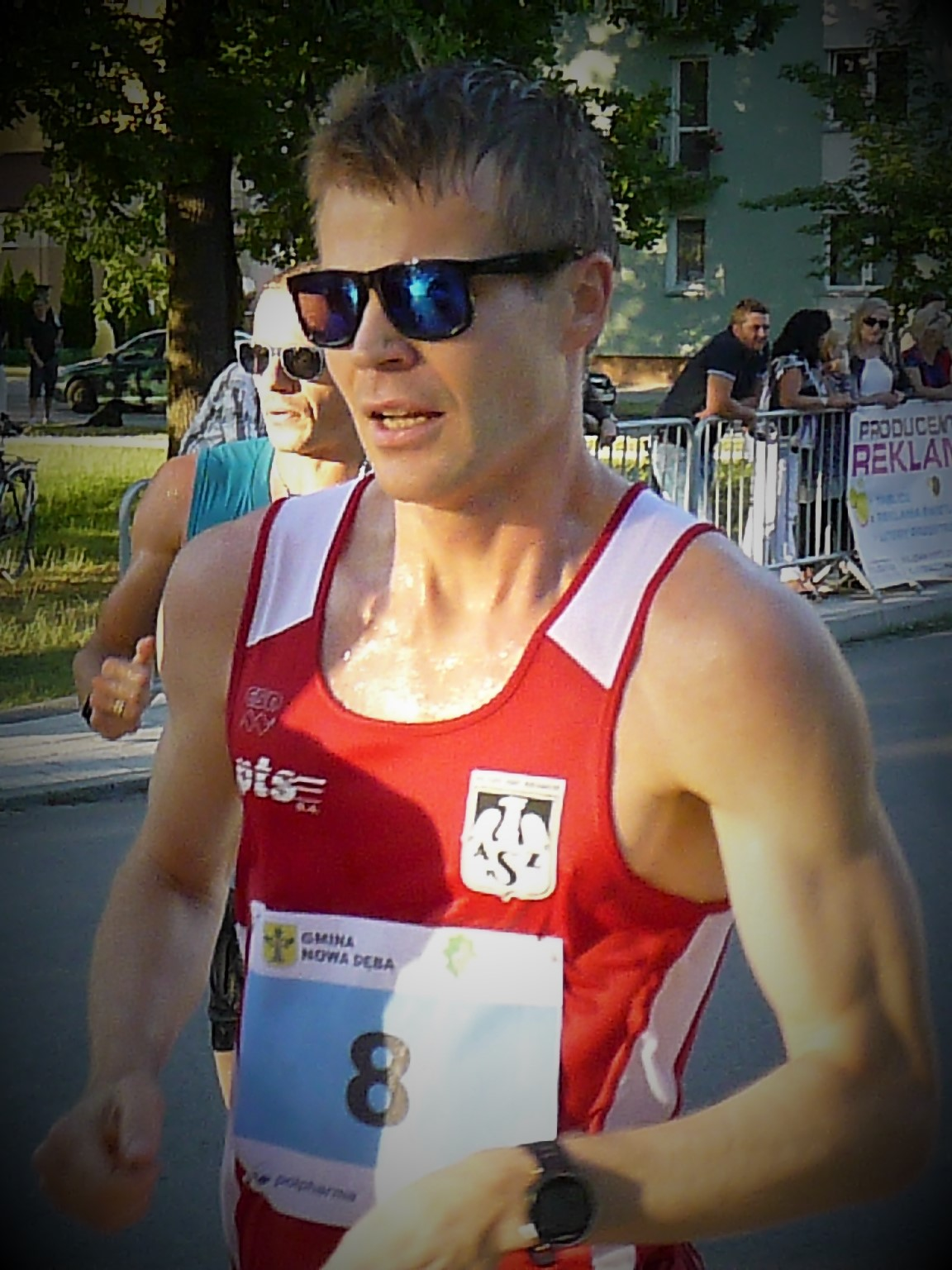
Jakub Jelonek – Platz 53
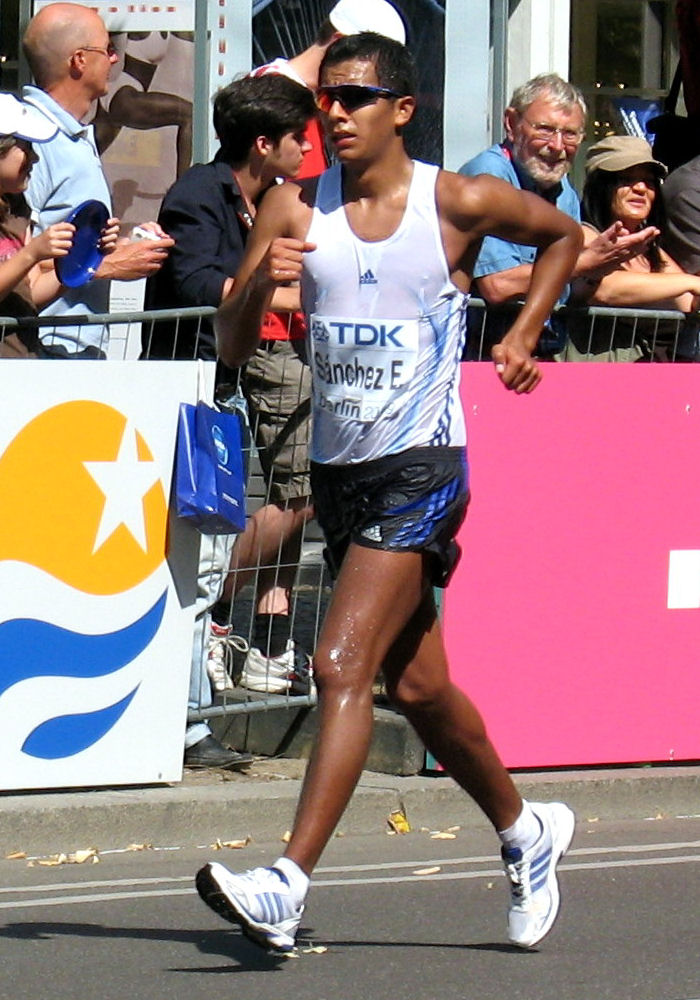
Eder Sánchez – nicht im Ziel